# Castillo de Orís
El Castillo de Orís (catalán: Castell d'Orís), está situado en la cima de un escarpado monte rocoso a unos 2 km de Orís, un pequeño pueblo de Osona, Cataluña (España).

## Historia
Los primeros documentos escritos sobre el castillo medieval datan del año 914, perteneciente a Berenguer I de Manlleu o de Orís. A partir de 1014, se tiene constancia de la presencia de la familia de Enrique de Orís en el castillo, apellido que quedó definitivamente para designar la fortificación.
Durante la primera guerra carlista (1833-1840) fue asediado por el Barón de Meer y finalmente cayó el 30 de marzo de 1838 cuando la guarnición se rindió. Además dentro del castillo estaba en esos momentos el vocal de la Junta carlista de Cataluña, Josep Ventós. El castillo fue destruido casi en su totalidad, conservándose únicamente algunos muros de las salas, la cisterna y la planta de la capilla románica de Sant Pere.
Las primeras reformas fueron en los siglos XIV y XVII. Actualmente, la Diputación de Barcelona trabaja en el desescombro y recuperación de los habitáculos.